# 宮地克彦
宮地 克彦（みやじ かつひこ、1971年8月28日 - ）は、大阪府大東市出身の元プロ野球選手（外野手）、コーチ。
2022年より女子硬式野球クラブチーム・九州ハニーズの監督を務める。 
愛称は、同音姓の城南電機・宮路年雄社長にちなんだ「社長」。

## 来歴

### プロ入り前
尽誠学園高校では1年秋にエースとして県大会優勝。翌2年秋も県大会を連覇すると四国大会も一人で投げぬいて準優勝。3年生だった1989年に主将・エース投手として春・夏ともに甲子園に出場し、夏の甲子園では準決勝で仙台育英高校・大越基との延長10回に及ぶ投手戦を演じた。また、尽誠学園の2学年先輩に伊良部秀輝、1学年先輩に佐伯貴弘、1学年後輩に谷佳知がいた。
同年のドラフト4位で西武ライオンズに入団。

### 西武時代
高卒ルーキーで開幕一軍に抜擢された。オープン戦で勝ち星を挙げるなど期待されていたが、当時の変則フォームがボークと取られて以降は調子を崩し、その後1993年に持ち前の打撃センスと投手出身ならではの強肩を生かして外野手に転向した。
1995年8月30日の対ロッテ戦でプロ初本塁打を放ち、1998年にはイースタン・リーグで首位打者を獲得したが、外野には大友進、小関竜也、垣内哲也などがいたため、出番に恵まれなかった。
2000年、同年初めて一軍登録された9月2日の近鉄25回戦で｢1番・ライト｣でスタメン出場し、両リーグ史上6人目でパ・リーグ史上2人目となる先頭打者ランニングホームランを記録。最終的に21試合の出場で、打率.267の成績を残した。
2001年は成績を残せず15試合の出場に終わり、打率も1割台だった。
2002年、伊原春樹監督による「日替わり3番打者」構想で、右投手先発時のスタメン3番打者として100試合に出場し、リーグ優勝に貢献した。
2003年はひざの故障が原因で出場機会が激減。25試合の出場に終わり、オフには若返りを図るチームの構想から外れ、戦力外通告を受ける。
現役続行を目指して、横浜ベイスターズ・大阪近鉄バファローズ・千葉ロッテマリーンズの入団テストを受けるも不合格。12球団合同トライアウトにも参加したが、獲得球団はなかった。台湾球界入りの意思を固めていたが、村松有人がFAで移籍退団することが決まっていた福岡ダイエーホークスが獲得に名乗りを上げ、ダイエーにテスト入団した。

### ダイエー・ソフトバンク時代
2004年はシーズン途中からライトのレギュラーに定着。93試合に出場し、規定打席未到達ながら打率.310の好成績を残し、プレーオフでも先発出場を果たした。
福岡ソフトバンクホークス初年度となる2005年は、出口雄大とのスタメン争いを経て開幕スタメンの座を勝ち取り、自己最多の125試合に出場してレギュラーに定着。プロ16年目にして初となるオールスターゲームに出場し、初の規定打席に到達した。16年目での初の規定打席到達は八重樫幸雄を抜いて、ドラフト制度が確立した1965年以降では最も遅い記録となった。ベストナイン外野手部門にも選出され、その活躍から「リストラの星」とも呼ばれた。
2006年開幕直後のオリックス戦（スカイマークスタジアム）での守備で中村紀洋のライナーを捕球した際に右手首を捻り、出場機会が激減。代打での出場が多かったが、打撃不振で48試合の出場で打率1割台に終わった。10月15日に自身二度目の戦力外通告を受ける。合同トライアウトにも参加したが、獲得球団はなかった。

### 独立リーグ時代
2007年はNPBでの現役復帰を目指して、北信越BCリーグ・富山サンダーバーズの選手兼任コーチに就任。71試合に出場し、打率.332、4本塁打、47打点を記録した。
11月7日に12球団合同トライアウトに参加したが獲得球団はなく、ソフトバンクからコーチ就任の要請を受け、現役を引退した。

### 引退後
2008年からはフロント入りした湯上谷竑志に代わり、ソフトバンク二軍育成担当コーチに就任し、2010年まで務めた。
2011年シーズンからは西武の二軍外野守備走塁コーチを務めることになり、8年ぶりに西武に復帰した。2014年からは一軍打撃コーチを務める。2016年9月、契約満了で退団した。
2016年12月8日にベースボール・チャレンジ・リーグ・栃木ゴールデンブレーブスのヘッドコーチ就任が発表された。2シーズン務め、2018年シーズン終了後の12月17日に退任が発表された。
2019年からは、栃木ゴールデンブレーブスの親会社・エイジェックの女子硬式野球部ゼネラルマネージャーに就任した。2020年1月28日に同部のヘッドコーチに就任し、2021年をもって退任。
2022年より、同年発足の女子硬式野球クラブチーム・九州ハニーズ（KMGホールディングススポンサー）の監督に就任。運営会社の株式会社九州ハニーズの社長も兼務している。
2023年からは同系列の社会人野球・KMGホールディングス硬式野球部のコーチも務める。

## 選手としての特徴・人物
シュアで粘り強い打撃が武器の巧打者。守備では元投手らしく強肩を誇った。
ベテラン選手となった2005年にはその強肩ぶりが紙面で「おやじビーム」と書かれることがあった。自身は同学年の新庄剛志と比較し、「あいつは『シン様』と呼ばれて、自分は『おやじ』か」と嘆いていた。
ダイエー移籍後は家族と愛車を埼玉県に残し、自身は「ウォーミングアップになるから」とマウンテンバイクで通勤していた。
準備・復習を入念に行うなど非常にプロ意識の高い選手であった。ダイエー時代は早めに球場入りし、ランニングをしっかりと行ってから全体練習に参加していたため、毎度汗だくになっていた。宮地はこの事に「とてもきついけど、試合よりも練習の方がきついと思えるような練習をすることで、どんな場面でも試合のほうが楽になるし、楽しいと思えるから」と語っている。また、試合後は直ぐにミラールームに駆け込み、メンタルトレーニングを行っていた。

## 詳細情報

### 年度別打撃成績
| 年 度      | 球 団                 | 試 合 | 打 席 | 打 数 | 得 点 | 安 打 | 二 塁 打 | 三 塁 打 | 本 塁 打 | 塁 打 | 打 点 | 盗 塁 | 盗 塁 死 | 犠 打 | 犠 飛 | 四 球 | 敬 遠 | 死 球 | 三 振 | 併 殺 打 | 打 率 | 出 塁 率 | 長 打 率 | O P S |
| ---------- | --------------------- | ----- | ----- | ----- | ----- | ----- | -------- | -------- | -------- | ----- | ----- | ----- | -------- | ----- | ----- | ----- | ----- | ----- | ----- | -------- | ----- | -------- | -------- | ----- |
| 1994       | 西武                  | 4     | 2     | 2     | 0     | 0     | 0        | 0        | 0        | 0     | 0     | 0     | 0        | 0     | 0     | 0     | 0     | 0     | 0     | 0        | .000  | .000     | .000     | .000  |
| 1995       | 西武                  | 13    | 26    | 23    | 3     | 3     | 1        | 0        | 1        | 7     | 2     | 2     | 1        | 0     | 0     | 3     | 0     | 0     | 3     | 1        | .130  | .231     | .304     | .535  |
| 1997       | 西武                  | 6     | 8     | 7     | 0     | 1     | 0        | 1        | 0        | 3     | 3     | 0     | 0        | 0     | 0     | 1     | 0     | 0     | 1     | 0        | .143  | .250     | .429     | .679  |
| 1998       | 西武                  | 7     | 5     | 5     | 0     | 0     | 0        | 0        | 0        | 0     | 0     | 0     | 1        | 0     | 0     | 0     | 0     | 0     | 1     | 0        | .000  | .000     | .000     | .000  |
| 2000       | 西武                  | 21    | 68    | 60    | 8     | 16    | 3        | 0        | 2        | 25    | 9     | 0     | 1        | 2     | 2     | 4     | 0     | 0     | 7     | 0        | .267  | .303     | .417     | .720  |
| 2001       | 西武                  | 15    | 26    | 22    | 1     | 4     | 0        | 0        | 0        | 4     | 0     | 0     | 0        | 0     | 0     | 4     | 0     | 0     | 3     | 0        | .182  | .308     | .182     | .490  |
| 2002       | 西武                  | 100   | 285   | 247   | 27    | 66    | 7        | 2        | 3        | 86    | 29    | 8     | 4        | 18    | 3     | 16    | 0     | 1     | 38    | 1        | .267  | .311     | .348     | .659  |
| 2003       | 西武                  | 25    | 60    | 53    | 5     | 10    | 3        | 0        | 0        | 13    | 6     | 2     | 0        | 4     | 0     | 3     | 0     | 0     | 12    | 1        | .189  | .232     | .245     | .477  |
| 2004       | ダイエー ソフトバンク | 93    | 276   | 252   | 33    | 78    | 10       | 0        | 3        | 97    | 24    | 1     | 2        | 6     | 1     | 15    | 0     | 1     | 23    | 4        | .310  | .349     | .385     | .734  |
| 2005       | ダイエー ソフトバンク | 125   | 451   | 409   | 46    | 127   | 22       | 1        | 3        | 160   | 36    | 1     | 3        | 7     | 1     | 29    | 1     | 4     | 43    | 9        | .311  | .361     | .391     | .752  |
| 2006       | ダイエー ソフトバンク | 48    | 77    | 71    | 9     | 11    | 1        | 0        | 0        | 12    | 2     | 0     | 0        | 1     | 0     | 5     | 0     | 0     | 11    | 0        | .155  | .210     | .169     | .379  |
| 通算：11年 | 通算：11年            | 457   | 1284  | 1151  | 132   | 316   | 47       | 4        | 12       | 407   | 111   | 14    | 12       | 38    | 7     | 80    | 1     | 6     | 142   | 16       | .275  | .323     | .354     | .677  |

- ダイエー（福岡ダイエーホークス）は、2005年にソフトバンク（福岡ソフトバンクホークス）に球団名を変更

### 表彰
- ベストナイン：1回 （外野手部門：2005年）

### 記録
NPB初記録
- 初出場：1994年4月10日、対近鉄バファローズ2回戦（西武ライオンズ球場）、9回表に右翼手として出場
- 初先発出場：1995年8月29日、対千葉ロッテマリーンズ21回戦（西武ライオンズ球場）、7番・左翼手として先発出場
- 初安打：同上、2回裏に小宮山悟から二塁打
- 初本塁打・初打点：1995年8月30日、対千葉ロッテマリーンズ22回戦（西武ライオンズ球場）、6回裏に荘勝雄から2ラン
- 初盗塁：1995年9月30日、対福岡ダイエーホークス25回戦（西武ライオンズ球場）、4回裏に二盗（投手：渡辺智男、捕手：坊西浩嗣）

NPBその他の記録
- オールスターゲーム出場：1回 （2005年）

### 独立リーグでの打撃成績
| 年 度     | 球 団     | 試 合 | 打 席 | 打 数 | 得 点 | 安 打 | 二 塁 打 | 三 塁 打 | 本 塁 打 | 塁 打 | 打 点 | 盗 塁 | 犠 打 | 犠 飛 | 四 球 | 死 球 | 三 振 | 併 殺 打 | 打 率 | 長 打 率 | 出 塁 率 | O P S |
| --------- | --------- | ----- | ----- | ----- | ----- | ----- | -------- | -------- | -------- | ----- | ----- | ----- | ----- | ----- | ----- | ----- | ----- | -------- | ----- | -------- | -------- | ----- |
| 2007      | 富山      | 71    | 279   | 226   | 41    | 75    | 10       | 3        | 4        | 103   | 47    | 2     | 0     | 5     | 41    | 4     | 14    | 1        | .332  | .456     | .434     | .891  |
| 通算：1年 | 通算：1年 | 71    | 279   | 226   | 41    | 75    | 10       | 3        | 4        | 103   | 47    | 2     | 0     | 5     | 41    | 4     | 14    | 1        | .332  | .456     | .434     | .891  |

### 背番号
- 58 （1990年 - 2003年）
- 37 （2004年 - 2006年）
- 8 （2007年）
- 97 （2008年 - 2010年）
- 85 （2011年 - 2016年）
- 83 （2017年 - 2018年）